# 槐庶尺蛾
槐庶尺蛾（学名：Semiothisa cinerearia）也称槐尺蛾、国槐尺蛾，鱗翅目尺蛾科的一种。
雄性成虫体长14－17毫米，翅展30－43毫米。雌性成虫体长12－15毫米，翅展30－45毫米。身体灰黄褐色，触角呈丝状。前翅亚基线及中线浓褐色，后端由紧密排列的黑褐色方形斑块组成，前端近前缘处形成一个三角形斑块。卵呈钝椭圆形，初产时绿色，后渐变为暗红色以至灰黑色。幼虫被称为槐尺蠖或国槐尺蠖，因常常悬丝挂在树上，随风飘荡，故俗称“吊死鬼”。年轻幼虫为绿色，老熟幼虫体背变为紫红色。广泛分布于中国各地，主要以国槐为寄主。